# クワリー・レイクス広域保養地
座標: 北緯37度34分37秒 西経122度0分23秒 / 北緯37.57694度 西経122.00639度
クワリー・レイクス広域保養地（クワリー・レイクスこういきほようち、Quarry Lakes Regional Recreation Area）は、カリフォルニア州のフリーモントにある広域公園であり、イースト・ベイ広域公園区の一部である。
公園に変わる前は、砂利採取場だった。en:Niles Coneの地下水涵養として一般の人々が購入した水が砂利採取場に溢れたことで、砂利の採取業者はサンフランシスコ湾からアラメダ川にポンプで汲み下ろし始めた。
1976年にポンプによる排水が不法廃棄と宣言されてから、en:Alameda County Water Districtが砂利採取場を取得した。
公園は大まかにセンタービルとナイルズの間にある。北東部はバートの線路に囲まれ、南部はアラメダ川に囲まれている。

## 歴史
1912年初頭から、the Niles Sand and Gravel Companyが、ナイルズのアラメダ川南岸で砂利採取場を運営して、コンクリート製造用に川底から砕砂を加工していた。1954年に、会社が、現在の公園に当たる地域まで拡張し、以前にBlack Point Aggregatesが運営していた事業を取得した。1969年までに、一部の砂利採取場が、地下水面を遥かに下回る、地下120フィートまで掘り下げられていた。この地点で採取し続けるために、会社は溢れる水を、3万人に継続して供給し得るほどの、1日に500万ガロンの割合で隣接するアラメダ川にポンプで流し出した。
1972年、the Niles Sand and Gravel Companyが、Alameda County Water Districtを訴えて、地下水涵養プログラムが砂利採取場の使用能力に損害を与えていると主張した。補充プログラムがサンフランシスコ湾からの海水侵入に対抗するために役立ち、たとえプログラムがこの地に無かったとしても砂利採取場が自然に水を溢れさせた可能性があると判明し、裁判所は、ポンプによる排水が地下水の不法廃棄であるとして砂利採取場に対して不利な判決を下した。
1975年から1992年にかけて、イースト・ベイ広域公園区とAlameda County Water Districtが、採石跡湖になっていた土地を購入した。1997年、2つの事務所がこの地域を公園に変えて、2017年以降、Alameda County Water Districtが、復元プロジェクトを追求し続けている。

## 水域

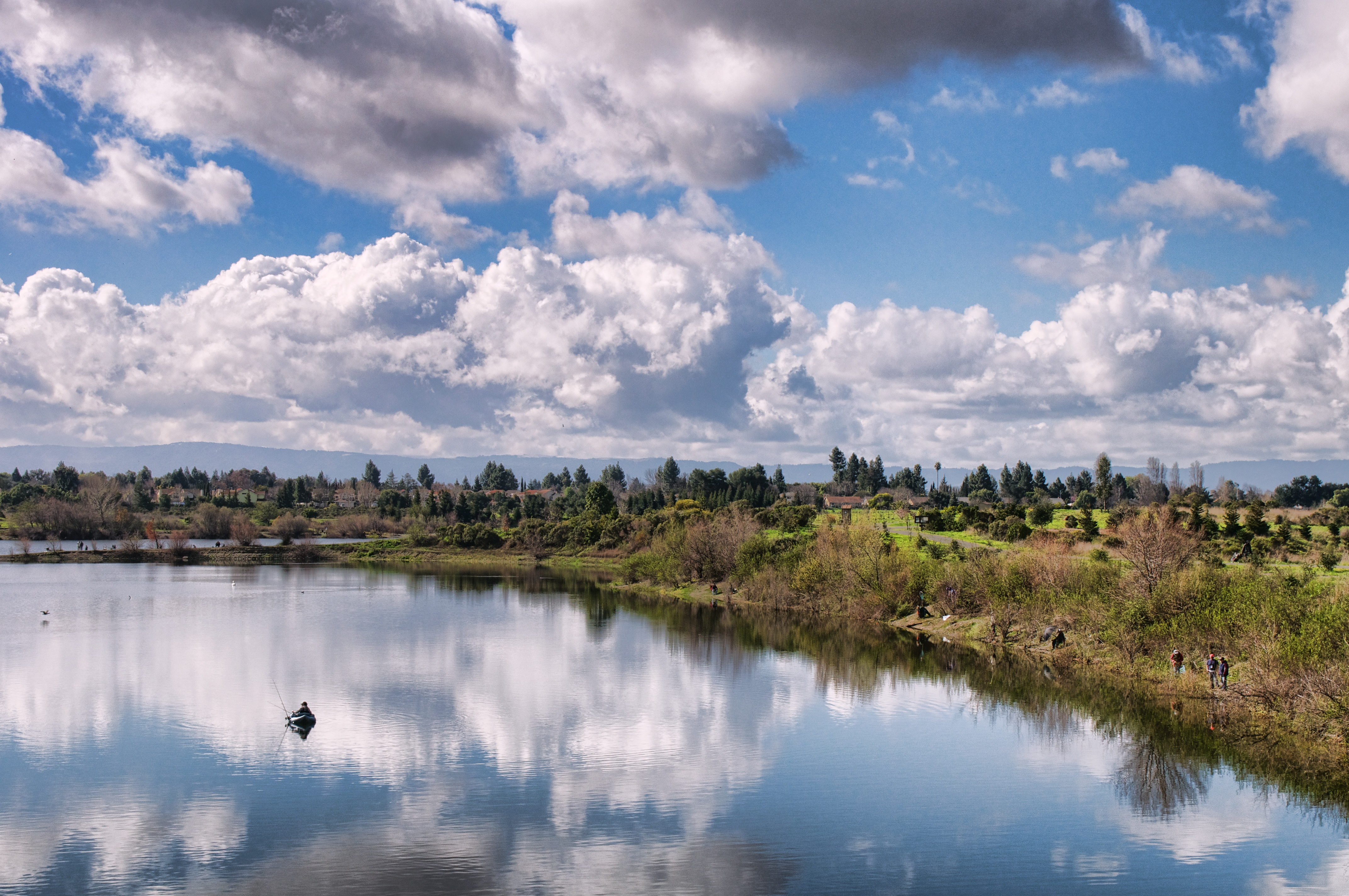
釣り人（Horseshoe Lake）

地下水の浸透における湖の重要な役割により、en:Water contactのために、Rainbow Lake と Horseshoe Lake のみが一般公開された。これらの2つの湖には、ニジマス、オオクチバス、オオクチバス、アメリカナマズ、その他のゲームフィッシュが定期的に放流されている。漁は許可があれば許される。Horseshoe Lakeには、水泳施設もen:Boatingの桟橋もあるが、水質汚染を避けるためにガソリンの内燃機関は許可されていない。
Lago Los Osos と Willow Sloughは、自然観察のために公開されているが、Water contactは許可されていない。さらに2つの無名湖は、the Alameda County Water Districtの使用のために、全く一般公開されていない。

### 湖の一覧
- Horseshoe Lake
- Rainbow Lake
- Lago Los Osos
- Willow Slough

## 野生の生物
湖には5種類以上のen:Wildflowerが生息していて、Horseshoe Lakeの半島には珍しい果樹の木立があり、国内と異国の木と低木がある。公園の南端には、かなりの量のラクウショウの木立がある。2007年、カリフォルニア大学が拡張して、国内産で乾燥に強い植物の庭園の実演が始まった。
アラメダ川沿いで自然に近い状態の数少ない水辺として、湖は渡り鳥を受け入れる重要な役割を果たしている。公園での復元プロジェクトのおかげで、この地域にアメリカオシ、オオアオサギ、en:Snowy egret、その他の水鳥が集まってきている。巣箱やベリーの栽培により、ミドリツバメ、ハシボソキツツキ、en:Salt marsh common yellowthroatなどの小鳥もやって来ている。